# Tros
En la mitología griega, el rey Tros (en griego: Τρώς, Trốs) de Dardania, era hijo de Erictonio del cual heredó el trono. Fue el héroe epónimo de la región de la Tróade o bien solo de Troya.
En cuanto a su genealogía, Homero, remontando el abolengo de Eneas, dice que Erictonio engendró a Tros, soberano de los troyanos. Y, a su vez, de Tros nacieron tres intachables hijos, Ilo, Asáraco y Ganimedes, comparable a un dios, que fue el más bello de los hombres mortales. Lo raptaron los dioses, para que fuera copero de Zeus, por su belleza y para que conviviera con los inmortales.
Apolodoro, en cambio, dice que Erictonio, que heredó el reino, desposado con Astíoque, hija del Símois, engendró a Tros. Éste, casado con Calírroe, hija del Escamandro, tuvo una hija, Cleopatra, e hijos, Ilo, Asáraco y Ganimedes. Otros a Cleopatra la llaman Cleomestra. Otros más alegan que la madre de Tros fue Calírroe, hija de Escamandro, y que su esposa fue Acaláride, hija de Eumedes.
Los caballos de Tros, expertos en correr por la llanura, era utilizados por Eneas, jefe de los troyanos. Esos caballos son de la misma raza que los de Zeus, que se los dio a Tros en pago por su hijo Ganimedes; por eso son los mejores caballos que hay bajo la aurora y el sol. Más tarde Anquises logró, ocultamente de Laomedonte, cruzar esos caballos con sus yeguas. Finalmente Diomedes unció en su carro a los caballos que una vez habían sido de Tros.
Tántalo, llamado rey de los frigios, raptó al efebo Ganimedes para disfrutar del muchacho y por eso le declaró la guerra Tros, padre de Ganimedes. Se dice que Tántalo también dispuso Ganimedes para el placer de Zeus. Ilo, el hijo de Tros, expulsó a Tántalo de Paflagonia.
| Predecesor: Erictonio de Dardania | Reyes de Troya | Sucesor: Ilo |